# Kragerøbanen
Kragerøbanen is een voormalige spoorlijn in Noorwegen. De lijn loopt van het station Neslandsvatn aan Sørlandsbanen naar Kragerø. Het grootste deel van de lijn is nog aanwezig. 

## Geschiedenis

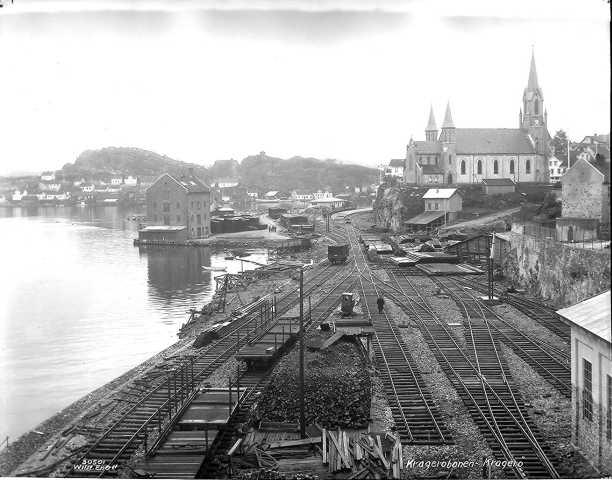
Het eindpunt van Kragerøbanen in 1927

Het traject tussen Neslandsvatn en Kragerø werd aangelegd als deel van Sørlandsbanen. Het station in Kragerø werd geopend op 1 december 1927 en was op dat moment het eindpunt van Sørlandsbanen. Nadat die lijn vanaf Neslandsvatn was doorgetrokken naar Kristiansand werd de lijn tussen Neslandsvatn en Kragerø een nevenlijn. De lijn werd in 1989 gesloten voor personenvervoer. Een deel van de lijn, tussen Sannidal en Kragerø, is opgebroken.

## Toekomst
De lijn wordt wellicht in de nabije toekomst heropend in samenhang met de aanleg van Grenlandsbanen. Grenlandsbanen zou de reistijd tussen Oslo en het zuiden met een uur moeten bekorten. Die lijn zou moeten lopen van Porsgrunn tot Skørstoll, even ten zuiden van het station Gjerstad. Kragerø zou dan een verbinding over het oude traject van Sørlandsbanen met Kongsberg kunnen krijgen.